# Christian Serratos
Christian Serratos, née le 21 septembre 1990 à Pasadena, en Californie, est une actrice, mannequin chanteuse et danseuse américaine. Aperçue dans la saga Twilight, où elle joue le rôle d'Angela Weber, une amie de Bella Swan, elle se révèle au monde dans la série horrifique The Walking Dead sous les traits de Rosita Espinosa, entre 2014 et 2022.

## Biographie
Christian Serratos est née à Pasadena et a vécu à Burbank. Sa mère est une créatrice de bijoux d'ascendance mexicaine tandis que son père, ouvrier dans le bâtiment, est d'ascendance italienne,. Elle commença le patinage artistique à trois ans et continua jusqu'à la compétition, en disant « Mes entraîneurs parlaient des Jeux olympiques et c'était vraiment dingue. Maintenant, je fais ça juste pour le plaisir ». À 7 ans, elle signa avec l'agence de mode Ford Model Management.
Christian Serratos commença à jouer à l'âge de 14 ans sur la chaîne Nickelodeon, avec le rôle de Suzie Crabgrass dans la série Ned ou Comment survivre aux études, qui débuta en 2004 et finit en 2007 après trois saisons.
Puis avec le rôle d'Angela Weber dans le film Twilight, elle gagna la récompense de la meilleure jeune actrice dans un second rôle aux 30th Young Artist Awards. Elle reprit le rôle dans toute la série de films. En 2011, elle apparaît dans un clip vidéo des The Black Keys pour la chanson Howlin' for You.
Elle joue le rôle de Rosita Espinosa dans la quatrième saison de la série The Walking Dead, faisant sa première apparition à la fin du 10e épisode,. Elle continue de jouer ce rôle, étant promue en actrice principale, depuis la cinquième saison.
En 2020, elle interprète la chanteuse américaine-mexicaine Selena dans une nouvelle série Netflix basée sur la vie de cette dernière, assassinée par la présidente de son fan-club Yolanda Saldívar en 1995.

## Filmographie

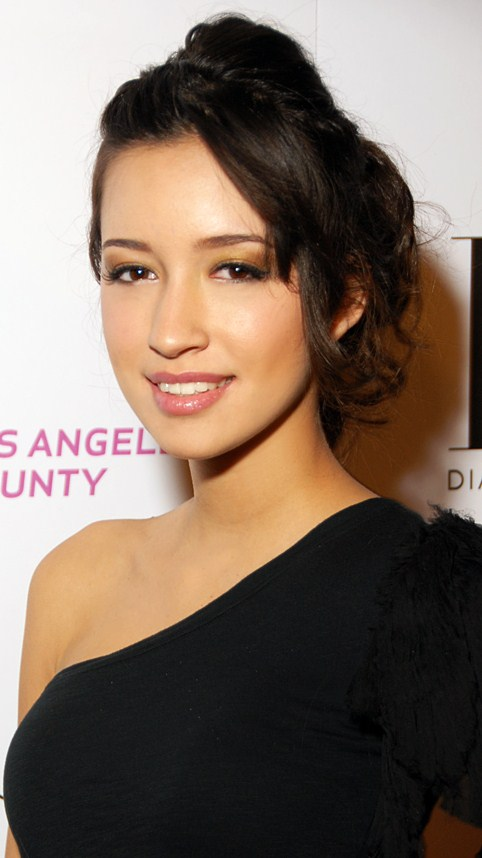
2009.

### Cinéma
- 2008 : Twilight, chapitre I : Fascination de Catherine Hardwicke : Angela Weber
- 2009 : Twilight, chapitre II : Tentation de Chris Weitz :  Angela Weber
- 2010 : Twilight, chapitre III : Hésitation de David Slade : Angela Weber
- 2011 : Twilight, chapitre IV : Révélation de Bill Condon : Angela Weber
- 2011 : 96 minutes de Aimee Lagos : Lena
- 2012 : Twilight, chapitre V : Révélation de Bill Condon : Angela Weber (coupée au montage)
- 2013 : La Rançon de la gloire (Lip Service) de Carlos Portugal : Roxie Santos
- 2014 : Vol 7500 : aller sans retour de Takashi Shimizu : Raquel Mendoza

### Télévision
- 2004 - 2007 : Ned ou Comment survivre aux études :  Suzie Crabgrass (44 épisodes)
- 2005 : Zoé : la fille no 1 (1 épisode)
- 2006 : Sept à la maison : la réceptionniste (1 épisode)
- 2006 : Les Sœurs Callum de Francine McDougall : Heather Perez (téléfilm)
- 2007 : Hannah Montana : Alexa (1 épisode)
- 2011 : American Horror Story : Becca (1 épisode)
- 2011 - 2012 : La vie secrète d'une ado ordinaire : Raven (9 épisodes)
- 2014 - 2022 : The Walking Dead - Rosita Espinosa
- depuis 2020 : Selena : La série : Selena Quintanilla
- 2022 : Love, Death and Robots : Harper (volume 3, épisode 8 "Dans l'obscurité des profondeurs")

## Voix françaises
- Adeline Chetail[11] dans (les séries télévisées) :
  - Ned ou Comment survivre aux études
  - The Walking Dead

Et aussi
- Émilie Alexandre dans La Vie secrète d'une ado ordinaire[12] (série télévisée)
- Marion Aranda dans Love, Death and Robots[11] (voix)